# Centorisoma obscuripenne
Centorisoma obscuripenne är en tvåvingeart som beskrevs av Nartshuk 1965. Centorisoma obscuripenne ingår i släktet Centorisoma och familjen fritflugor. Inga underarter finns listade i Catalogue of Life.